# Marcel Pinas
Marcel Hendrik Pinas (Pelgrimkondre, 22 maart 1971) is een Surinaams kunstenaar van Marron-afkomst. Zijn geboortedorp ligt nabij Moengo, in het district Marowijne, dat met het nabijgelegen Moiwana midden in het conflict van de Binnenlandse Oorlog stond. Deze afkomst speelt een belangrijke rol in het werk van Pinas, dat gaat over zijn eigen ervaringen in het verleden, maar ook over de vernietiging van de Aukaanse cultuur in Suriname.

## Biografie
Pinas is zoon van Hans Pinas van Ovia Olo en Louise Welkens van Manja Bon. Pinas woonde tot zijn dertiende jaar in Oost-Suriname en verhuisde daarna naar de stad Paramaribo.

### Opleiding
Pinas studeerde aan de Nola Hatterman-kunstacademie (Paramaribo) van 1987 tot 1990. Zijn werk als kunstenaar werd in belangrijke mate bepaald in zijn studiejaren op Jamaica van 1997 tot 1999 aan het Edna Manley College of Visual and Performing Arts, waar hij werd verkozen tot topstudent van de afstudeerklas van 1999. Hoewel de twee jaar (2007-2008) die hij spendeerde op de Rijksakademie van beeldende kunsten in Amsterdam geen verandering in zijn thema’s brachten, voegden ze een nieuwe, meer universele dimensie toe aan zijn werk.

### Als kunstenaar
Pinas wil met zijn kunst een bijdrage leveren aan de toekomst van Suriname. Het hoofdthema in zijn werk is de cultuur van de Aukaners waar hij van afstamt. Kibri a kulturu (behoed onze cultuur) is de drijvende kracht achter zijn werk. Hij wil dat zijn werk mensen aanzet om de kennis te behouden die nog is overgebleven en deze vast te leggen, met als doel de waardering te bevorderen voor de vaardigheden die ze hebben. In Suriname en in veel andere landen in de wereld is Pinas bekend om zijn cultuurgeïnspireerde kunst die gebaseerd is op zijn Aukaanse herkomst. Zijn kunst gaat over ervaringen uit het verleden en het behoud van een cultuur die verloren dreigt te gaan.
Naast zijn karakteristieke gebruik van Afakasymbolen, gebruikt Pinas culturele objecten van de Marron zoals delen van een boomstamkano, stukken van paris peddels, kleine matapis, stukken pangi-stof, papamoni's, kokolampen (olielampen) en aluminium lepels. Naast gemengde-techniek schilderstukken op schilderslinnen, produceert Pinas ook grote installaties voor in de openbare ruimte. In 2011 nam hij met zijn installatie Kibi Wi Totem deel aan ArtZuid in Amsterdam.

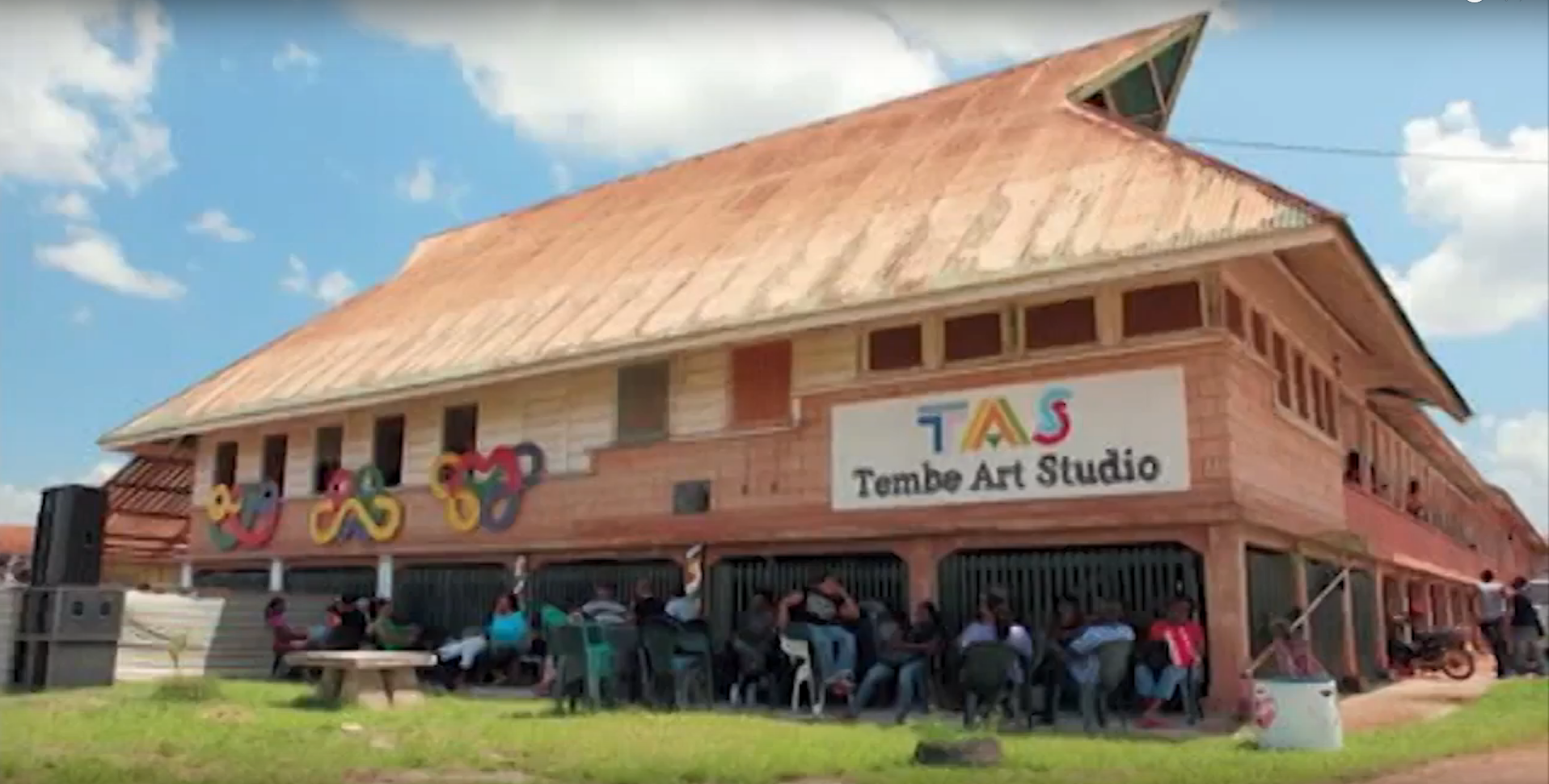
Tembe Art Studio (TAS)

In 2009 richtte hij in Moengo de Tembe Art Studio (TAS) op voor lokale jongeren en beginnende kunstenaars, gevolgd door de opening van het Contemporary Art Museum Moengo in juli 2011, een expositieruimte met kunst op internationaal niveau. In 2011 verscheen over hem de monografie Marcel Pinas. Artist, more than an artist bij Jap Sam Books. Vanaf 2004 realiseerde hij installaties in onder andere Amsterdam, Sachsenberg, Parijs en New York. Zijn schilderijen worden geëxposeerd in binnen- en buitenland. Het werk is vernieuwend en optimistisch.
Marcel Pinas lanceerde op 28 januari 2012 een eigen sieradenlijn “Boipili” in de Readytex Art Gallery in Paramaribo. Tekens uit het Afaka-schrift dat aan het begin van de 20ste eeuw werd gebruikt als geheim communicatiemiddel onder de marrons aan de Boven-Tapanahonyrivier, alsook de kronkelende houtsnijwerkmotieven die onder marronvaklieden van generatie tot generatie zijn overgedragen, vormen de rode draad in de Boipili-sieradenlijn.
In 2013 startte hij met Stichting Kibii het Moengo Festival, die zich afwisselend op muziek, theater/dans en beeldende kunst richt.
Pinas was een van de kunstenaars van wie in 2019 werk werd vertoond op de Grote Suriname-tentoonstelling in de Nieuwe Kerk in Amsterdam. Dit betrof de installatie Moiwana 86 Tafaa (2019). Met deze installatie wil Pinas aandacht vragen voor de massamoord in het dorp Moiwana. Op 29 november 1986 werden daar 38 burgers gedood door soldaten van het Surinaamse Nationale leger tijdens de Binnenlandse Oorlog. De installatie bestaat uit een lange tafel met 38 stoelen. Over de stoelen hangen zwarte en witte kleden, zoals bij een rouwplechtigheid. Op tafel staan 38 borden waarop krantenfoto’s van soldaten en lijken te zien zijn.
In 2021 werden twee stukken van Pinas opgenomen in de permanente collectie van het Stedelijk Museum Amsterdam.

## Tentoonstellingen
- 2024 Stedelijk Museum Vianen, samen met Isan Corinde
- 2021 Stedelijk Museum Amsterdam
- 2014 SITElines.2014 – Unsettled Landscapes, Santa Fe, USA
- 2013 Tentoonstelling met goudsmid Ivan Chevillotte, München, Duitsland
- 2013 Duotentoonstelling met Francesco Fransera; cultuurbehoud (?) Modernisering (!) Ten Bogaerde, Koksijde, België
- 2013 Atelier Michel Fedoroff, Bargemon, Frankrijk
- 2013 Pigments>Guyana, Martinique
- 2012 Maroon culture relocated, Galerie SANAA, Utrecht, Nederland
- 2012 Havana Biennial, Havana, Cuba
- 2012 La Liberté PRK No???, Kultuurkaffee, VUB, Brussel, België
- 2012 Back to the roots, Magnanerie de Seillans, Seillans, Frankrijk
- 2011 Kibii Wi Koni, Beddington Fine Art Gallery, Bargemon, Frankrijk
- 2011 Kibii Wi Koni, Marcel Pinas The Event, KKF, Paramaribo/ De Hal, Paramaribo/ CAMM, Moengo en Le Camp de la Transportation, St.Laurent du Maroni, Frans Guyana
- 2011 Kibri A Kulturu, Bergen NH, Nederland
- 2011 Kibii Wi Koni, Le Camp de la Transportation, St. Laurent du Maroni, Frans Guyana
- 2011 About Change, World Bank, Washington DC, USA
- 2009 Stedelijk Museum Schiedam
- 2007 Artlease | Contemporary Art, Utrecht
- 2006-2007 Latitude 2006: Terre d’Amazonie, Parijs, Frankrijk

## Onderscheidingen
- 1999 Top Student afstudeerklas Edna Manley College for Visual and Performing Arts, Jamaica
- 2003 Business Finance Art Award, Utrecht, Nederland
- 2005 First price art structure, Internationaler Kunstwettbewerb Bewegter Wind, Duitsland
- 2010 Honoured Young Global Leader, World Economic Forum, Geneva, Zwitserland

## Fotogalerij

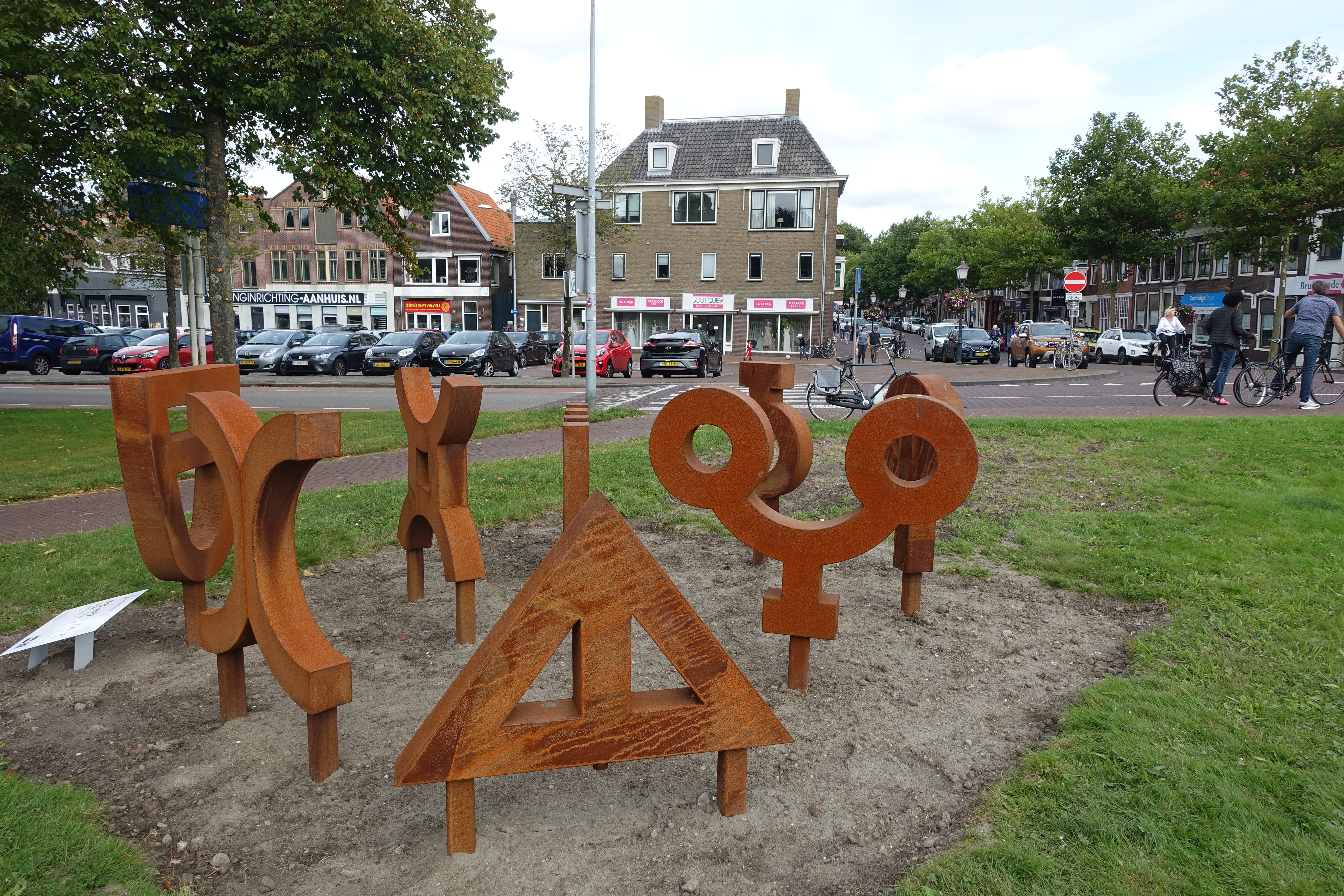
AFAKA SIKIIFI (Hoorn 2021)
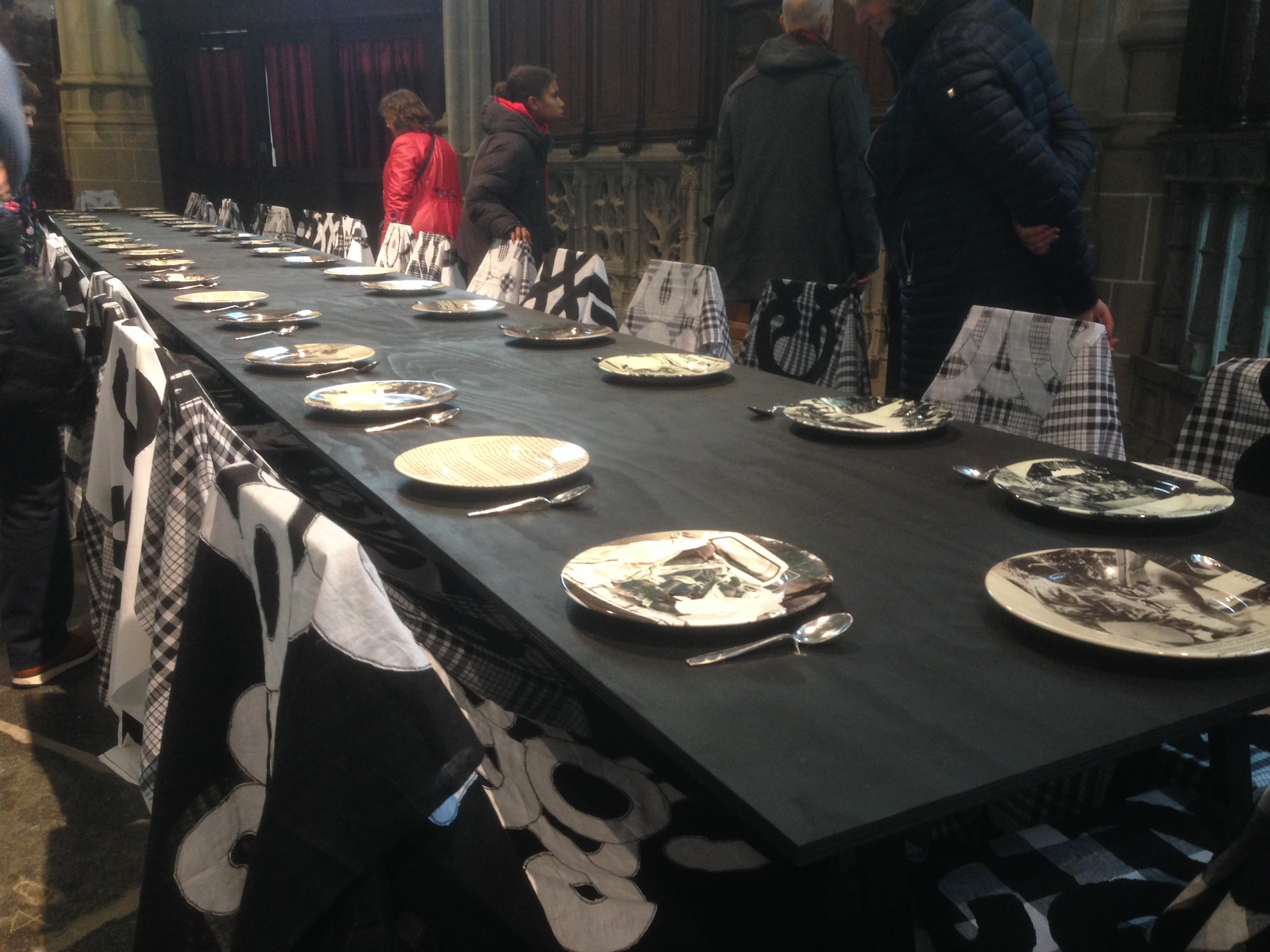
Moiwana 86 Tafaa (Amsterdam 2019)
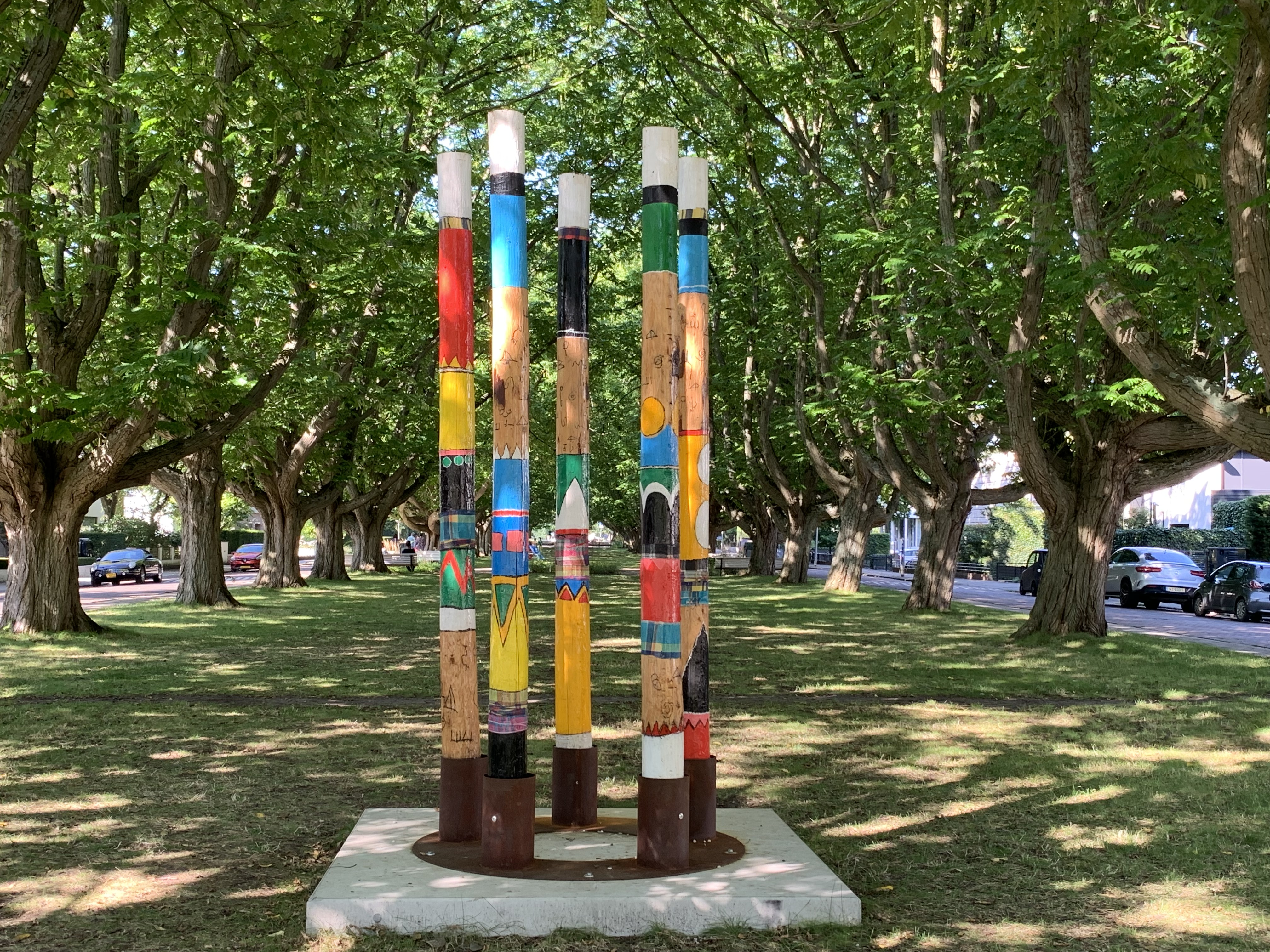
Fanka Tiki (Amsterdam 2021)